# Nehynoucí láska

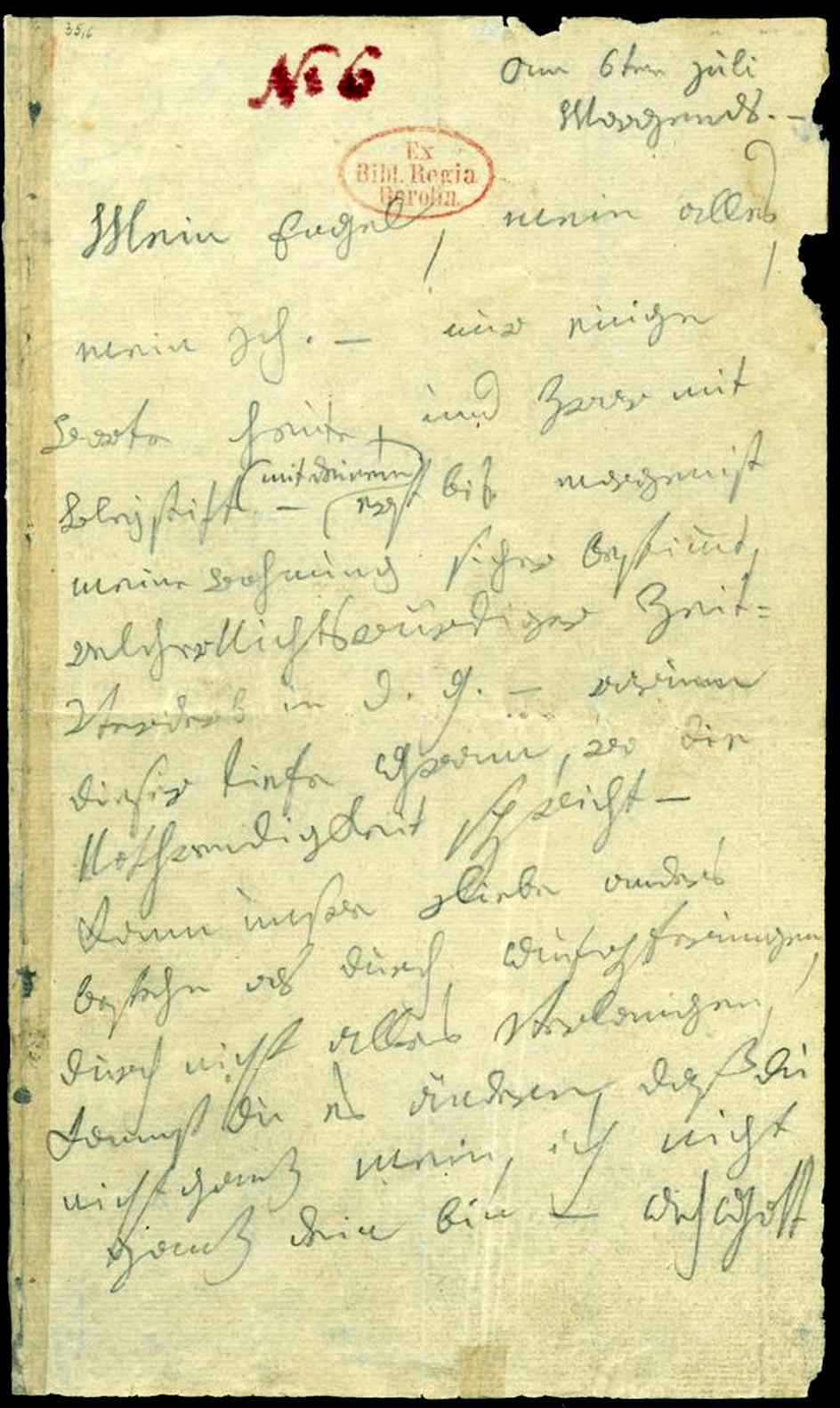
Faksimile první stránky

Přízviskem Unsterbliche Geliebte (do češtiny překládáno jako Nehynoucí láska nebo Nesmrtelná milenka) oslovil Ludwig van Beethoven neznámou adresátku svého neodeslaného dopisu z července 1812. Skladatel dopis napsal během svého druhého lázeňského pobytu v Teplicích. Je psán tužkou a skládá se ze tří částí.

## Identita
Identita adresátky dopisu je mezi odborníky dodnes předmětem sporů. Jednou z možných žen byla Anna Marie z Erdődy roz. Nickyová (1779–1837), manželka Petra z Erdődy, Beethovena blízká důvěrnice.
Podle jiných pramenů byla adresátkou dopisů vynikající hudebnice hraběnka Terezie Brunswicková z Korompy nebo její sestra Josefína, vdova po hudebním mecenáši Janu Josefu Deymovi ze Stříteže (1752–1804). Beethovenova korespondence po druhém nešťastném manželství Josefíny z roku 1812 byla příčinou domněnek, že Beethoven byl otcem Minony, Josefíniny mladší dcery, narozené v roce 1813.
List nalezený ve skladatelově pozůstalosti získal jeho sekretář Anton Schindler. Poté připadl Schindlerově sestře Marii a následně se dostal do rukou továrníka Augusta Nowotného, který provozoval porcelánku ve Staré Roli (Altrohlau) u Karlových Varů. Ten v roce 1880 svou sbírku daroval Státní knihovně v Berlíně, kde je dopis uložen dosud, pod signaturou Mus. ep. autogr. Beethoven 127.